# Volo Pan Am 103
Il volo Pan Am 103 era un collegamento aereo operato dalla Pan American World Airways che collegava l'aeroporto di Francoforte sul Meno all'aeroporto di Detroit-Metropolitan Wayne County di Detroit, con scali all'aeroporto di Londra-Heathrow di Londra e all'aeroporto di New York-JFK.
Il 21 dicembre 1988 il velivolo, un Boeing 747-121 registrato con il codice N739PA e chiamato Clipper Maid of the Seas (Clipper Sirena dei Mari) che stava effettuando la seconda tratta da Londra a New York, esplose in volo in conseguenza della detonazione di un esplosivo al plastico sopra la cittadina di Lockerbie, nella regione di Dumfries e Galloway, in Scozia. Nel disastro aereo morirono 270 persone, 259 a bordo dell'aereo e 11 persone a terra colpite dai rottami del velivolo. La maggioranza delle vittime (189) era di nazionalità statunitense.
Nel 1991, dopo tre anni di indagini, fu scoperto il colpevole dell'attentato, Abd el-Basset Ali al-Megrahi, che aveva agito per conto del governo libico.

## Antefatto
Il 26 ottobre 1988 nella cittadina di Neuss, situato nei pressi di Düsseldorf, in Germania, la polizia tedesca catturò due componenti del Fronte Popolare per la Liberazione della Palestina, Hafez Dalkamouni, che trasportava armi dalla Siria al Libano, e Marwan Kreeshat, responsabile dell'abbattimento di un aereo passeggeri. La polizia tedesca trovò più tardi, in un appartamento dove si rifugiavano i due terroristi, alcuni passaporti in bianco, armi da fuoco ed esplosivi al plastico, tra cui una bomba nascosta in una radio, che usava per lo scoppio una combinazione di innesco e capsula barometrica. I due terroristi infatti avevano intenzione di far esplodere un aereo passeggeri, ma con la cattura la polizia rese i cieli tedeschi per il momento un po' più sicuri.

## Cronologia del disastro
Il volo "Pan Am 103" (con la sigla PA103A) durante la giornata precedente al disastro effettuò un volo di routine dall'aeroporto di Francoforte all'aeroporto internazionale di Heathrow, Londra. 47 passeggeri degli 89 totali si trasferirono su un altro aereo, un Boeing 747, siglato dall'ATC come volo PA103, dirigendosi verso New York, poi Detroit, San Francisco e infine ritornò a Londra, dove atterrò verso mezzogiorno. Venne parcheggiato nello stand K-14 del Terminal 3, dove doveva essere tenuto in osservazione dagli agenti della sicurezza della compagnia aerea Pan Am, ma ciò non avvenne.
Finito il check-in, all'interno dell'aereo c'erano 243 passeggeri e 16 membri dell'equipaggio, sotto la guida del comandante James MacQuarrie, del primo ufficiale Raymond Wagner e dell'ingegnere di volo Jerry Avritt. Tra i passeggeri vi erano 35 studenti della Syracuse University di New York e due dell'Università statale di New York, che tornavano a casa dopo un programma di scambio culturale a Londra. Dieci delle vittime erano residenti a Long Island.
Il 5 dicembre, 16 giorni prima della strage, la FAA (Federal Aviation Administration) aveva pubblicato un bollettino che indicava che un uomo con forte accento arabo aveva chiamato l'ambasciata americana a Helsinki, in Finlandia, avvertendoli che un volo della Pan Am da Francoforte a New York sarebbe esploso in volo entro le due settimane successive alla chiamata. Disse anche che sarebbe stata una donna finlandese a portare l'ordigno a bordo quale corriere inconsapevole; tuttavia lo stato d'allarme derivato dalla telefonata durò solo 2 giorni. La telefonata fu presa al contrario molto seriamente dal governo americano che si mobilitò per avvisare la compagnia aerea.
La partenza del volo 103 era prevista per le 18:00, e infatti l'aereo si sganciò dal gate del terminal alle 18:04, ma - dato l'affollamento del traffico aereo di quel periodo natalizio - decollò dalla pista 27L solo alle 18:25, facendo rotta verso nord-est. Alle 18:56, l'aeromobile raggiunse la quota di 9.400 m e il comandante MacQuarrie rallentò i motori fino a raggiungere la velocità di crociera.
Alle 19:01 il comandante MacQuarrie contattò il centro di controllo aereo di Prestwick, in Scozia, richiedendo il permesso per dirigersi verso l'Oceano Atlantico e proseguire la classica rotta verso l'aeroporto JFK di New York. Questa fu l'ultima comunicazione radio inviata dal volo 103.

## L'esplosione
Alle 19:02, secondo la ricostruzione dei tracciati radar, il Boeing 747 viaggiava a circa 804 km/h e aveva il muso orientato sui 321º. In quell'istante sparì dai tracciati, il controllore a terra cercò di mettersi inutilmente in contatto con il comandante MacQuarrie e chiese a un vicino volo della KLM un contatto visivo. Un minuto dopo la sezione centrale dell'aeroplano, che conteneva circa 91.000 kg di carburante, si schiantò al suolo a Sherwood Crescent, Lockerbie, provocando una scossa sismica registrata dagli apparecchi locali come 1,6 della scala Richter. Molte case e 60 metri di ala si disintegrarono all'impatto. Un pilota della British Airways, il comandante Robin Chamberlain, riportò di aver visto una grande palla di fuoco a terra.
L'esplosione dell'ordigno a bordo dell'aereo, contenuta in una valigia all'interno del vano bagagli, provocò un buco di mezzo metro proprio sotto la P della scritta Pan Am, sul lato sinistro della fusoliera. La disintegrazione dell'aereo fu rapida. La parte con la cabina di pilotaggio e il terzo motore si separarono dal resto del mezzo in circa 3 secondi. Nessuna procedura d'emergenza fu intrapresa a bordo. L'esplosione distrusse tutti i sistemi di navigazione e comunicazione installati 2 piani sotto la cabina del comandante McQuarrie. Inoltre, si staccò anche parte del tetto posizionato diversi metri sopra il punto dove era collocata la bomba. Il resto dell'aereo continuò ad andare su e giù fino a raggiungere i 6.000 m. Qui incominciò a precipitare in posizione quasi verticale. Durante la drammatica discesa diversi rottami della fusoliera si staccarono in piccole parti. I detriti derivanti dalla disintegrazione del mezzo coprirono un'area di circa 2.000 chilometri quadrati, assumendo una forma a cono.

## La bomba
La bomba era nascosta in una valigia Samsonite marrone che conteneva un registratore a cassette Toshiba mod. RT-SF16, inserito nella sua scatola originale che conteneva al suo interno 400 g di esplosivo al plastico di brevetto cecoslovacco Semtex.

## Le ricerche e gli indizi
Poche ore dopo l'impatto, più di un migliaio di agenti di polizia scozzese e 600 uomini dell'esercito britannico raggiunsero rapidamente Lockerbie per esaminare il cratere. Mick Charles, ispettore dell'Air Accident Investigation Branch, una sezione specializzata in disastri aerei, unì una squadra alla ricerca degli indizi per confermare che si trattava di un attentato terroristico. A 4 chilometri a est di Lockerbie gli investigatori trovarono la cabina di pilotaggio e confermarono che il volo 103 si era disintegrato a mezz'aria, notando inoltre come non vi fosse nulla di insolito, dato che il pilota automatico era inserito e le maschere d'ossigeno erano al loro posto. Inoltre, trovarono danni e bruciature su un container che sembravano confermare i segni di un'esplosione ravvicinata.
Il 25 dicembre trovarono poi un altro frammento dell'aereo con altri segni di un'esplosione ravvicinata. Alcuni analisti trovarono anche tracce di due sostanze chimiche usate per fabbricare un esplosivo al plastico. Tutto ciò sembrò confermare che la distruzione dell'aereo era stata causata da un esplosivo ad alto potenziale e il 28 dicembre, appena 7 giorni dopo il disastro, gli investigatori annunciarono al mondo i primi risultati raccolti. Gli inquirenti trovarono anche un congegno che sembrava appartenere a un preciso modello di radio mangianastri, simile a quello recuperato dalla polizia tedesca dopo la cattura dei due terroristi a Neuss, ma, pur essendo prodotto dalla stessa azienda, il mangianastri era molto diverso rispetto a quello sequestrato in Germania, perché quello usato nell'attentato aveva due altoparlanti ed era molto più recente. Inoltre nella valigia erano contenuti degli abiti provenienti da Malta e l'acquirente aveva un accento libico, il che portò a scartare l'ipotesi che il Fronte Popolare per la Liberazione della Palestina avesse qualcosa a che vedere con il disastro di Lockerbie.
A quasi un anno dal disastro, Tom Thurman, investigatore ed esperto di esplosivi dell'FBI, trovò in mezzo ai vestiti provenienti da Malta un altro congegno facente parte di un timer identico a quello usato per abbattere il volo Pan Am 103. Questo timer non si attivava per i cambiamenti della pressione atmosferica come quello barometrico scoperto in Germania, ma scattava dopo un certo tempo e non a una quota particolare. Due anni dopo il disastro di Lockerbie gli investigatori scoprirono inoltre che il timer apparteneva a una società svizzera chiamata MEBO, con sede a Zurigo. Infatti, il timer era stato consegnato al governo libico e un esponente della società svizzera ammise di averlo costruito e consegnato ad alcuni funzionari libici. Emerse, quindi, che alcuni funzionari libici avevano dei rapporti frequenti e continuativi con la MEBO, indizi che indicavano un collegamento della Libia con l'attentato.

## Effetti
Questo attentato, avvenuto due anni dopo il dirottamento del volo Pan Am 73 in Pakistan, peggiorò ulteriormente la già difficile situazione finanziaria in cui versava la Pan American World Airways che nel giro di tre anni dal disastro di Lockerbie, il 4 dicembre 1991, cessò le proprie attività.

## Accertamento giudiziario delle responsabilità
Dopo tre anni di investigazioni congiunte, il 13 novembre 1991, l'FBI e la polizia di Dumfries and Galloway accusarono dell'attentato Abd el-Basset Ali al-Megrahi, ufficiale dell'intelligence libica e capo della sicurezza per Libyan Airways, e Lamin Khalifah Fhimah, responsabile della Libyan Airways presso l'Aeroporto Internazionale di Malta.

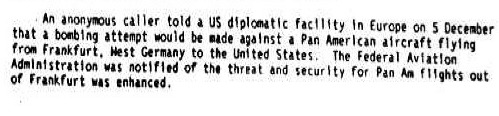
Parte del bollettino della CIA con il quale venne diramato l'allarme per un possibile attentato aereo.

Dopo che le Nazioni Unite emisero sanzioni nei confronti della Libia e protratte negoziazioni con il leader libico Muʿammar Gheddafi, gli accusati furono presi in custodia dal Gruppo di Intervento Speciale - G.I.S. dei Carabinieri per conto della Corte dell'Aia, che poi li consegnò alla polizia scozzese il 5 aprile 1999, dato che Megrahi aveva rapporti stretti con la MEBO per fabbricare esplosivi: l'accordo stipulato con Stati Uniti e Libia prevedeva che la custodia cautelare e il processo avvenissero a Camp Zeist, nei Paesi Bassi, da parte di una Corte che, pur sedendo all'estero, era composta e decideva in base al diritto scozzese.
Il 31 gennaio 2001 Megrahi fu condannato all'ergastolo dalla Corte scozzese per l'uccisione di 270 persone, mentre Fhimah fu prosciolto.
Il 20 agosto 2009 Megrahi fu rilasciato dalle autorità scozzesi perché malato di cancro alla prostata. Nello stesso anno il governo britannico ammise le proprie responsabilità riguardo alla liberazione del terrorista libico: in ballo c'erano interessi economici legati alla BP. Il 4 luglio 2010 lo stesso medico, che gli aveva dato non più di tre mesi di vita, disse che Megrahi avrebbe potuto vivere altri 10 anni. Il 23 febbraio 2011, intervistato dal quotidiano svedese Expressen, l'ex ministro libico della giustizia Mustafa Muhammad 'Abd al-Jalil ha ammesso le responsabilità dirette del colonnello Gheddafi nell'ordinare l'attentato, anche se questa ammissione resta poco credibile per la controversa figura dello stesso. Megrahi morì a Tripoli il 20 maggio 2012, a causa delle complicazioni dovute al cancro alla prostata.
Successivamente è emersa un'ulteriore versione sulle motivazioni di questo attentato terroristico, fornita da un ex agente dell'intelligence iraniana; questi, intervistato dall'emittente al Jazeera, sostiene che l'attentato sia stato ordinato dal governo iraniano dell'epoca come rappresaglia all'abbattimento del volo di linea iraniano Iran Air 655 avvenuto per errore il 3 luglio 1988 (circa 6 mesi prima) sullo Stretto di Hormuz da parte di un'unità da guerra della U.S. Navy (incrociatore Vincennes). Teheran ha smentito immediatamente questa tesi.
Altra tesi afferma che l'attentato fu opera di terroristi siriani. Dato che lo spazio aereo della Siria era fondamentale agli U.S.A. durante la prima guerra del Golfo, questi ultimi decisero comunque di colpire la Libia di Gheddafi, nemico giurato di Reagan, come atto di rappresaglia con l'obiettivo (fallito) di eliminare il colonnello libico.

## Vittime
| Nazionalità           | Passeggeri | Equipaggio | A terra | In totale |
| Argentina             | 2          | -          | -       | 2         |
| Belgio                | 1          | -          | -       | 1         |
| Bolivia               | 1          | -          | -       | 1         |
| Canada                | 3          | -          | -       | 3         |
| Filippine             | 1          | -          | -       | 1         |
| Francia               | 2          | 1          | -       | 3         |
| Germania Ovest        | 3          | 1          | -       | 4         |
| Giamaica              | 1          | -          | -       | 1         |
| Giappone              | 1          | -          | -       | 1         |
| India                 | 3          | -          | -       | 3         |
| Irlanda               | 3          | -          | -       | 3         |
| Israele               | 1          | -          | -       | 1         |
| Italia                | 2          | -          | -       | 2         |
| Regno Unito           | 31         | 1          | 11      | 43        |
| Spagna                | -          | 1          | -       | 1         |
| Stati Uniti d'America | 178        | 11         | -       | 189       |
| Sudafrica             | 1          | -          | -       | 1         |
| Svezia                | 2          | 1          | -       | 3         |
| Svizzera              | 1          | -          | -       | 1         |
| Trinidad e Tobago     | 1          | -          | -       | 1         |
| Ungheria              | 4          | -          | -       | 4         |
| In totale             | 243        | 16         | 11      | 270       |

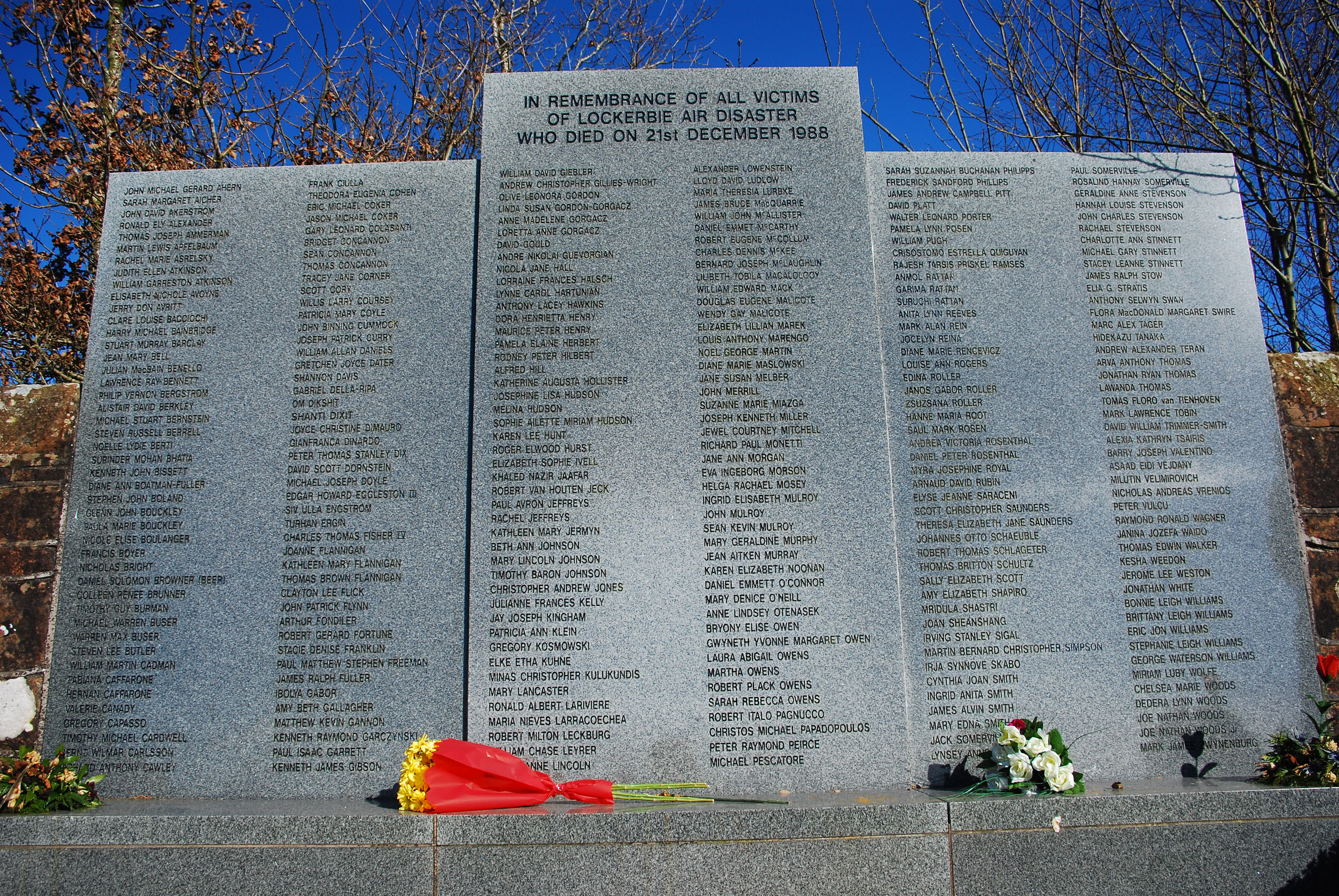
Monumento nel cimitero di Lockerbie per commemorare le vittime del volo Pan Am 103.

Tutti i 243 passeggeri e i 16 membri dell'equipaggio morirono nel disastro. Tra di essi vi era Bernt Carlsson, già segretario generale dell'Internazionale socialista e rappresentante delle Nazioni Unite per la decolonizzazione della Namibia.
La Fatal Accident Inquiry concluse che, quando la cabina di pilotaggio si staccò, la decompressione strappò la maggior parte dei vestiti dei passeggeri e trasformò oggetti come il carrello delle vivande in proiettili. I gas all'interno dei corpi dei passeggeri aumentarono il loro volume di 4 volte. Le persone non sedute o adeguatamente assicurate ai propri sedili vennero sbalzate fuori dalla cabina a una temperatura di -46 °C, e la loro caduta di 9 km durò circa 2 minuti. Molti passeggeri rimasero all'interno dell'aereo grazie alle cinture di sicurezza, fino allo schianto a Lockerbie.
Ad aggiungere ulteriore drammaticità all'evento furono le considerazioni del dottor Eckert, incaricato delle autopsie. Egli ritenne che i membri dell'equipaggio e 147 passeggeri sopravvissero all'esplosione a bordo, nonostante l'enorme decompressione, e arrivarono al suolo vivi.
L'inchiesta rivelò anche particolari agghiaccianti, come una madre che tentava di proteggere il suo bambino con il proprio corpo, due amici che si tenevano per mano e un gruppo che fu trovato con in mano dei crocifissi. Nella cabina di pilotaggio fu trovata una delle assistenti di volo a cui fu rilevato ancora battito cardiaco per 10 minuti prima che morisse senza mai riprendere conoscenza. A terra, 11 residenti della piccola comunità di Lockerbie morirono quando le ali dell'aereo, ancora attaccate alla parte centrale della fusoliera, colpirono le loro case alla velocità di 800 km/h, polverizzandole all'istante, creando un cratere lungo 47 metri e danneggiando nelle vicinanze altre 21 case che furono in seguito demolite.

### Passeggeri che non si imbarcarono
- Il meccanico indiano di 47 anni Jaswant Basuta arrivò troppo tardi al gate d'imbarco a Londra e non venne imbarcato sul volo dato che era tornato troppo tardi da un matrimonio di suoi familiari a Belfast. Di religione Sikh, venne considerato un sospetto per l'attentato al volo Air India 182 e per le visite a Belfast con presunti legami all'IRA, ma venne scagionato da tutte le accuse, compresa quella di aver messo la bomba sul volo Pan Am 103. Intervistato nel 2009 dalla BBC, affermò: «Io potevo essere la 271ª vittima e mi sento ancora triste per tutte le persone che sono morte»[11].
- Il gruppo musicale statunitense R&B Four Tops si doveva imbarcare a Londra sul volo Pan Am 103 per completare il tour americano dopo aver concluso il tour europeo, ma, avendo terminato da poco la registrazione dell'ultimo album Indestructible, giunsero in ritardo[12][13].
- Il cantante inglese punk rock John Lydon (conosciuto anche come Johnny Rotten), membro dei Sex Pistols e dei Public Image Ltd. aveva prenotato il volo insieme alla moglie Nora, ma entrambi persero il volo all'imbarco di Londra.[14]
- Il tennista svedese Mats Wilander, numero uno nel ranking mondiale che quell'anno vinse l'Australian Open e il Roland Garros, prenotò il volo, senza però imbarcarvisi[15].
- L'attrice inglese Kim Cattrall prenotò il volo, ma poi l'annullò per avere più tempo per comprare i regali di Natale a Londra[16][17].

## Il volo Pan Am 103 nei media
L'incidente del volo 103 della Pan Am è stato analizzato nel secondo episodio della settima stagione del documentario Indagini ad alta quota, intitolato Lockerbie e trasmesso dal National Geographic Channel il 17 dicembre 2009.
La miniserie britannica Lockerbie - Attentato sul volo Pan Am 103 basata sul libro The Lockerbie Bombing: A Father's Search for Justice di Jim Swire e Peter Biddulph, ripercorre il disastro aereo e le sue conseguenze. Vede come protagonista Colin Firth ed è stata distribuita nel gennaio 2025 su Sky e Peacock.